# Alopecosa fedotovi
Alopecosa fedotovi este o specie de păianjeni din genul Alopecosa, familia Lycosidae. A fost descrisă pentru prima dată de Charitonov, 1946. Conform Catalogue of Life specia Alopecosa fedotovi nu are subspecii cunoscute.